# Brassia allenii
Brassia allenii är en orkidéart som beskrevs av Louis Otho Otto Williams och Charles Schweinfurth. Brassia allenii ingår i släktet Brassia och familjen orkidéer. Inga underarter finns listade i Catalogue of Life.

## Bildgalleri

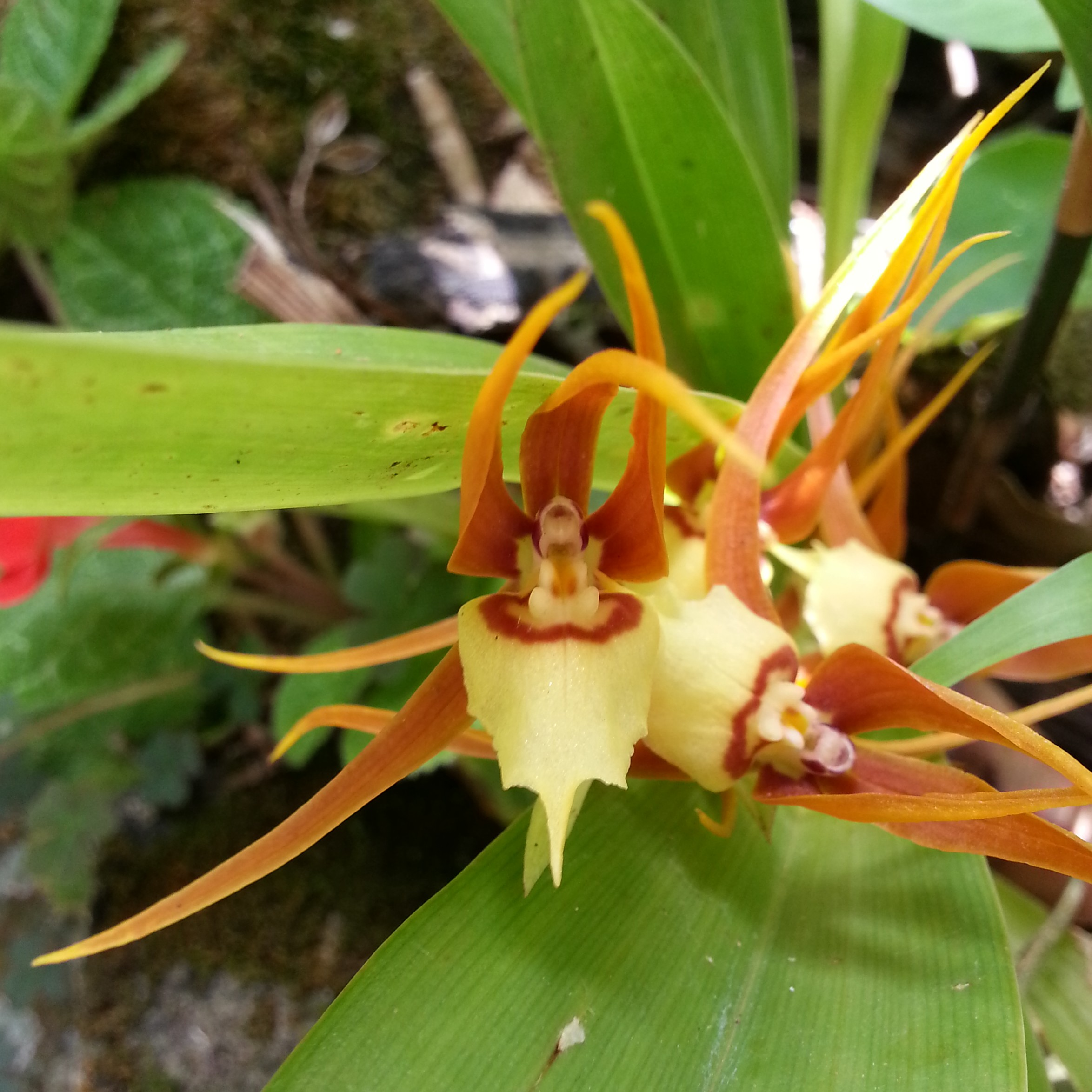
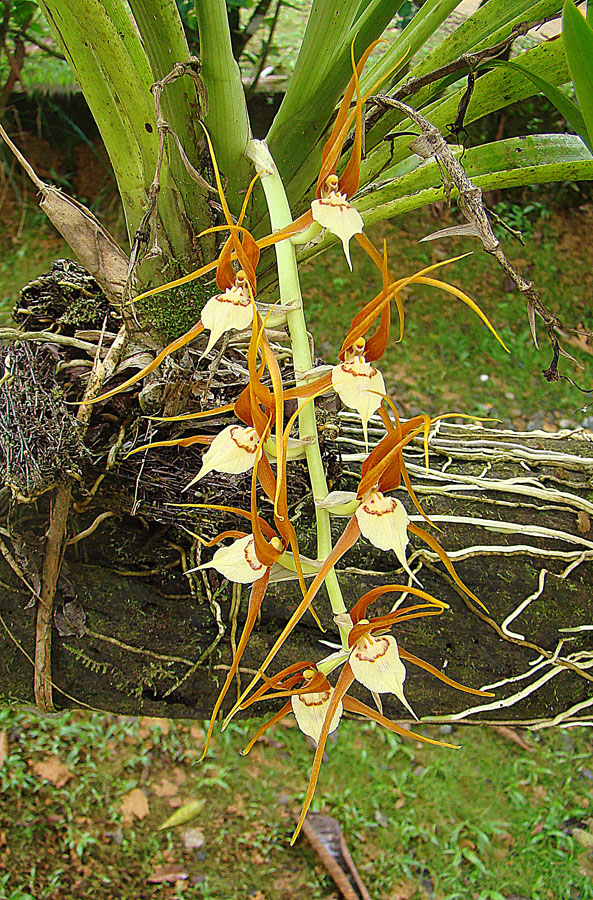